# Allan Rowe
Pour les articles homonymes, voir Rowe.
Allan Rowe né le 16 octobre 1955 à Hamilton et mort le 16 mars 2015 à Halifax, est un présentateur de nouvelles et homme politique (néo-écossais) canadien.
Il est élu député libéral à l'Assemblée législative de la Nouvelle-Écosse de la circonscription de Dartmouth-Sud (en) lors de l'élection néo-écossaise du 8 octobre 2013.

## Biographie
Avant son élection, il est longtemps un présentateur de nouvelles à la télévision de CIHF-DT de Global Television Network.
Il meurt le 16 mars 2015 à Halifax.